# Пайенчно
Пайѐнчно (на полски: Pajęczno) е град в Централна Полша, Лодзко войводство. Административен център е на Пайенчненски окръг, както и на градско-селската Пайенчненска община. Заема площ от 20,23 км2.